# (I'm Always Touched by Your) Presence, Dear
"(I'm Always Touched by Your) Presence, Dear" is een single van Plastic Letters, een studioalbum van Blondie. Het nummer diende als tweede single van dit album en behaalde de tiende positie in zowel de UK Singles Chart en de Nederlandse Top 40. 
Het nummer werd geschreven door basgitarist Gary Valentine, voor zijn toenmalige vriendin Lisa Jane Persky. 
Tracey Ullman maakte een cover van het nummer en bracht deze uit via het studioalbum You Broke My Heart in 17 Places. In 1995 werd het nummer gecoverd door Annie Lennox.

## Nummers

### A-kant
1. "(I'm Always Touched by Your) Presence, Dear" (Gary Valentine) – 2:43

### B-kant
1. "Poet's Problem" (Jimmy Destri) – 2:20
2. "Detroit 442" (Jimmy Destri, Chris Stein) – 2:28

## Hitlijsten
| Hitlijst (1978)    | Hoogste positie |
| ------------------ | --------------- |
| UK Singles Chart   | 10              |
| Nederlandse Top 40 | 10              |